# Selkirk Rugby Football Club
Maillots
Dernière mise à jour : 26 février 2013.
Selkirk RFC  est un club écossais de rugby à XV situé dans la petite ville de Selkirk, dans la région des Scottish Borders, qui évolue dans la Scottish Premiership Division 1.

## Histoire
Selkirk RFC est situé dans une petite ville rurale (Selkirk abrite un peu moins de 6 000 habitants), dans la région des Scottish Borders, où chaque localité à son équipe de rugby (Kelso, Gala, Melrose etc). Le club participe d’ailleurs toujours à la fameuse Border League, qui met aux prises entre huit et dix clubs de la région, qu’il a remportée à trois reprises. Il a aussi été sacré champion d’Écosse en 1953.
Les joueurs sont surnommés comme les habitants de la ville les souters, mot du dialecte local signifiant « cordonnier », en référence aux fabricants de chaussures réputés qui ont longtemps habité Selkirk.

## Palmarès
- Vainqueur du Championnat d’Écosse en 1953 (non officiel)
- Vainqueur du Championnat d'Écosse de 2e division en 1981
- Border League : 
  - Vainqueur (6) : 1935, 1938, 1953, 2008, 2009 et 2010
  - Finaliste : 2007

## Joueurs célèbres
Douze internationaux écossais ont porté son maillot, dont le demi d'ouverture des années 1970 et 1980 John Rutherford.